# 우도

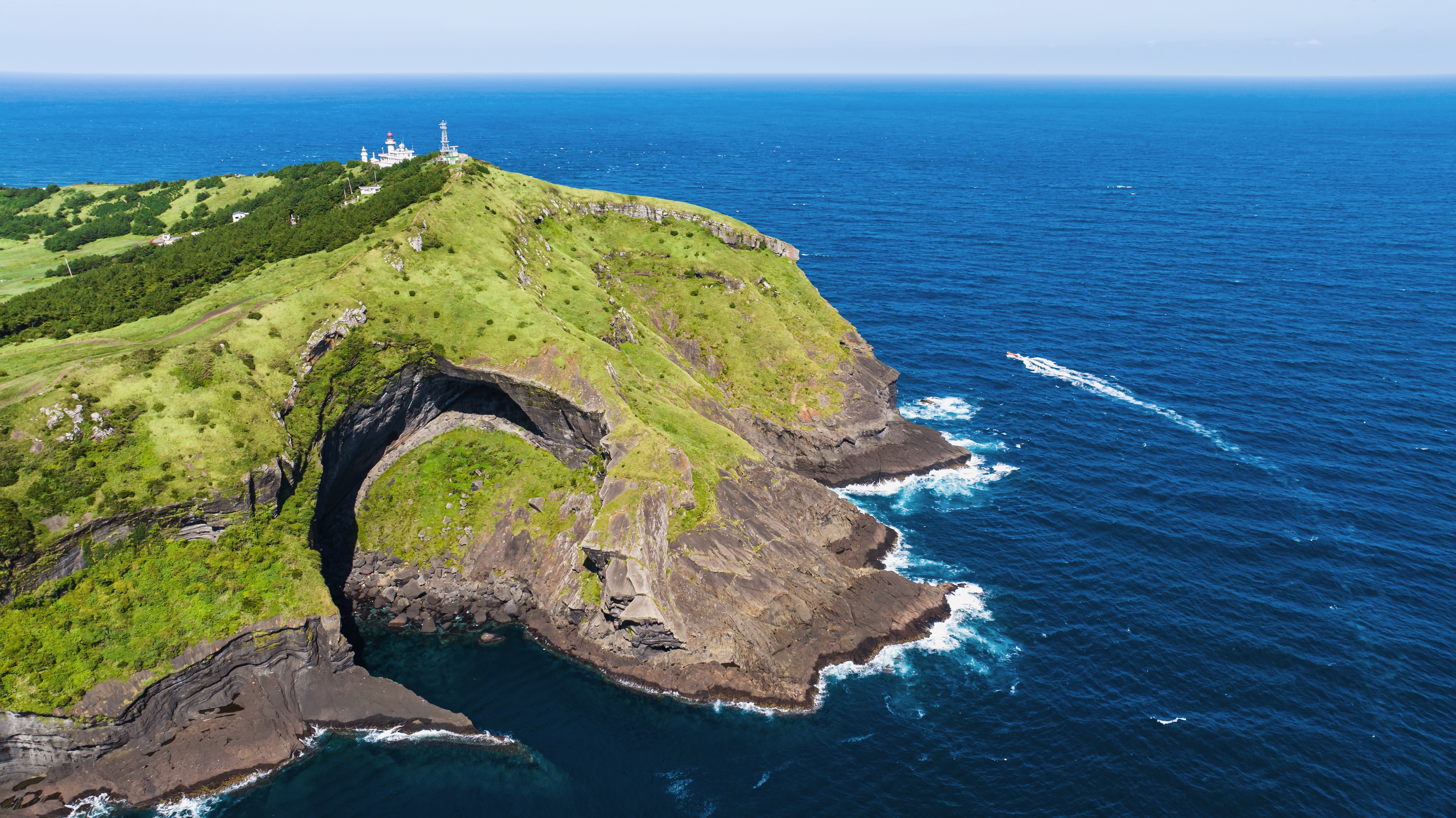
소머리오름

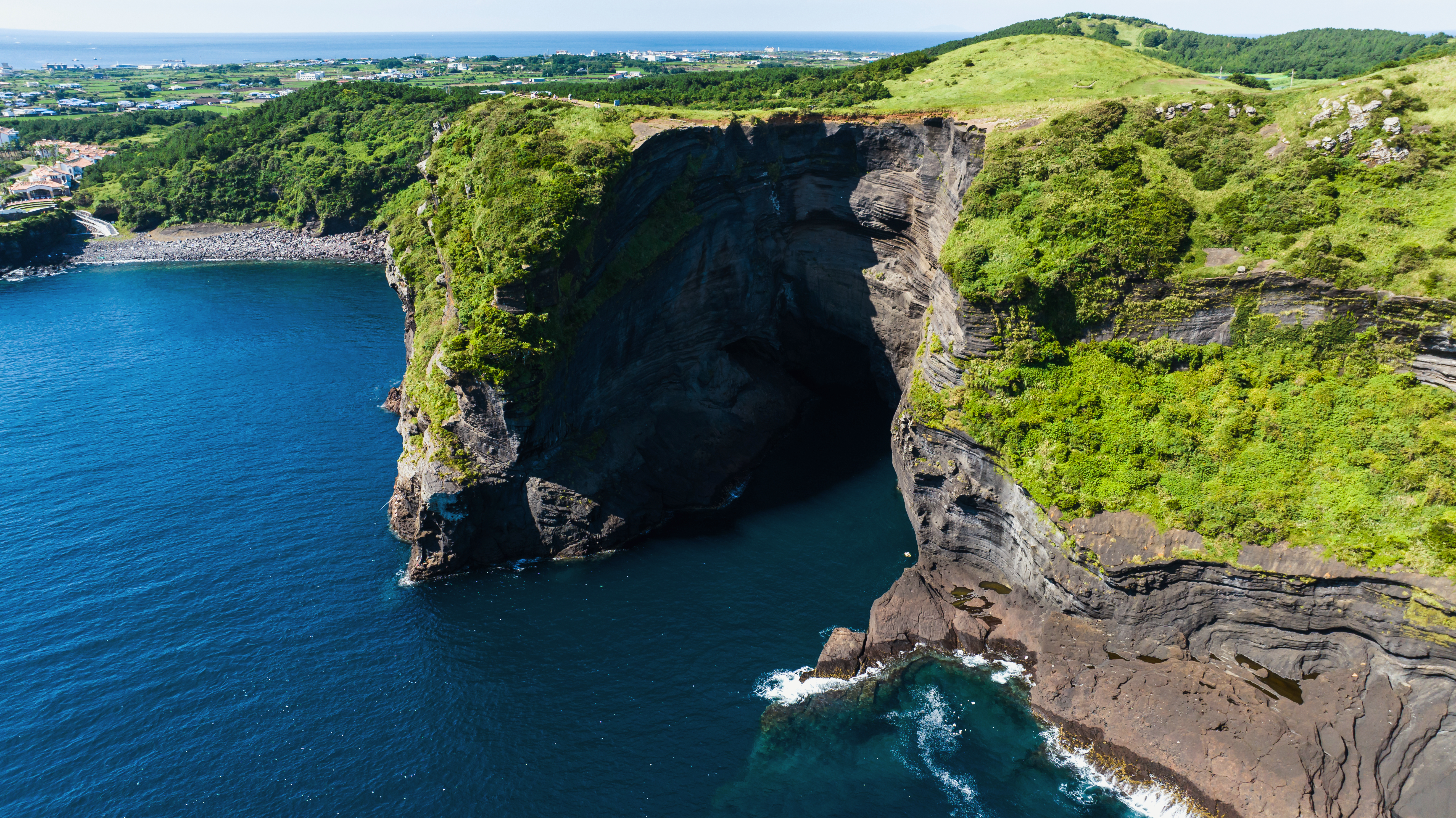
우두봉절벽

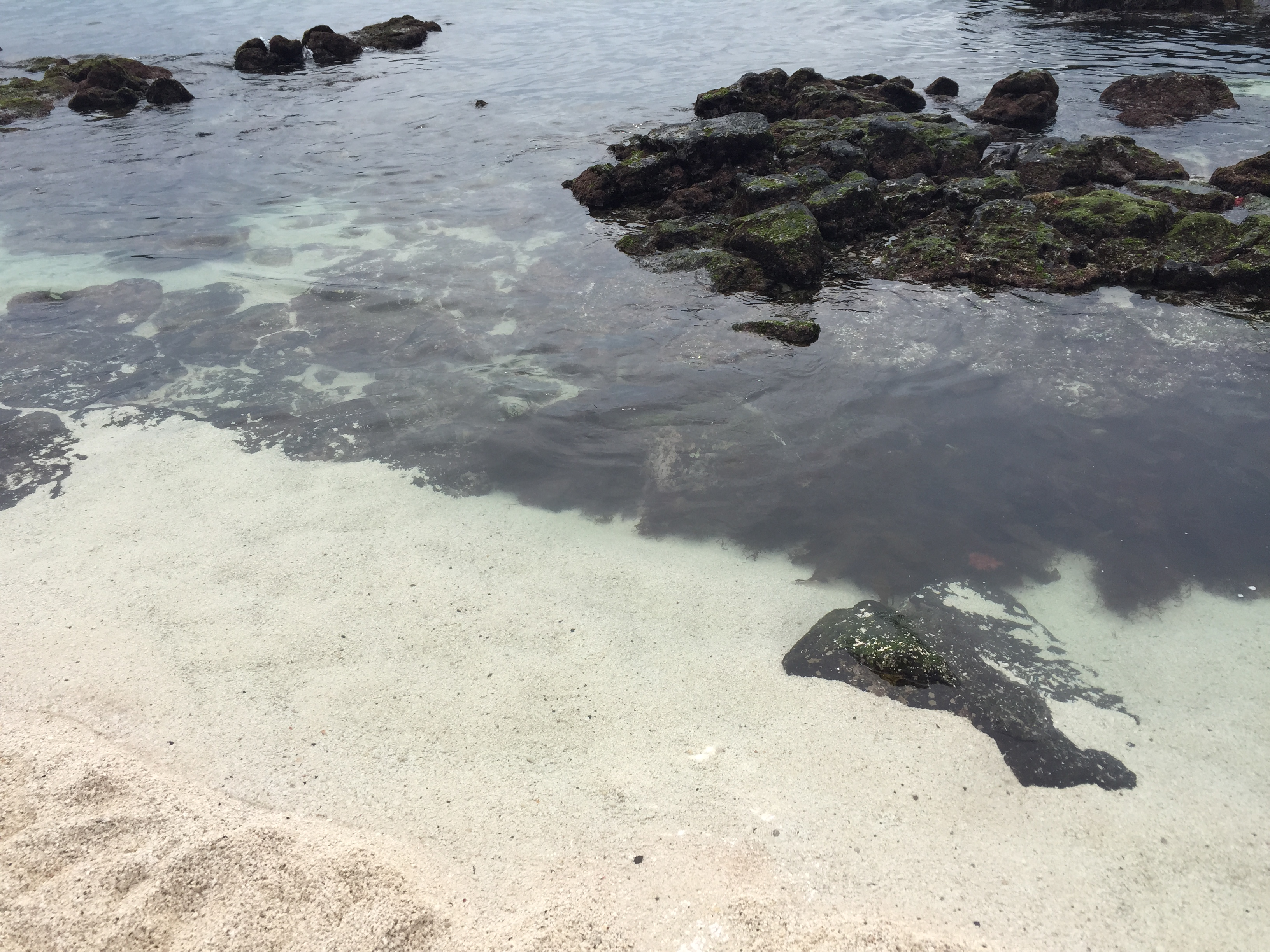
우도 산호해수욕장 서빈백사

우도(牛島)는 제주도의 동쪽 끝에 접하는 섬으로, 제주특별자치도에서 제주도 다음으로 큰 섬이다. 우도란 이름은 섬의 모습이 소가 누워 있는 것 같다고 해서 붙여졌다.
섬의 면적은 6.18km2으로, 서울특별시의 약 100분의 1이다. 인구는 2019년 12월 31일 기준, 1,862명이다.

## 개요
우도에는 1698년부터 사람들이 거주하기 시작했다. 북제주군 구좌읍 연평리였다, 1980년에 연평출장소가 설치되었고, 1986년에 연평리가 우도면으로 승격하였다. 현재는 제주특별자치도 제주시 우도면이다.
우도에는 우도팔경 및 하고수동 해수욕장이 있어서 연간 백만명이 넘는 많은 관광객이 방문한다. 서빈백사 해수욕장과 지두청사가 유명하다. 땅콩, 마늘, 소라, 오분자기, 우뭇가사리 등을 생산하며, 가축 사육도 활발하게 이루어진다. 또한, 생활력이 강하고, 교육에 대한 열의가 높으며, 지역사회 공헌에 대한 많은 사례들이 있다.

## 우경
- 주간명월
- 야항어범
- 천진관산
- 지두청사
- 전포망도
- 후해석벽
- 동안경굴 - 배로 이동해야만 관람이 가능
- 서빈백사

## 교통
- 우도 가는 법: 성산항 여객터미널에서 10분 간격으로 운항하는 여객선을 이용(자동차 이용가능)
- 우도 내부 교통수단: 자가용, 관광버스, 마을버스, 스쿠터, ATV, 자전거

## 교육
유치원
- 우도초등학교병설유치원

초등학교
- 우도초등학교

중학교
- 우도중학교

## 관광 명소
- 우도 홍조단괴해빈(산호사해수욕장)
- 하고수동해수욕장
- 동안경굴
- 우도박물관
- 우도등대공원

## 미디어
- 2015년 - 《단짝》(KBS 2TV)

## 같이 보기
- 대한민국의 관광
- 제주도
- 제주특별자치도